# Heinrich Beck (esesman)
Heinrich Beck (ur. 1913, zm. ?) – zbrodniarz nazistowski, członek załogi niemieckiego obozu koncentracyjnego Dachau i SS-Oberscharführer.
Z zawodu rolnik. Członek NSDAP (od 1933), SA i SS. Od listopada 1944 do kwietnia 1945 pełnił służbę jako kierownik komanda więźniarskiego w Mühldorf, podobozie KL Dachau. W procesie członków załogi Dachau (US vs. Heinrich Beck i inni), który miał miejsce w dniach 30–31 lipca 1947 przed amerykańskim Trybunałem Wojskowym w Dachau skazany został na 3 lata pozbawienia wolności za bicie więźniów.